# Исая Бърлин
Сър Исая Бърлин (на английски: Isaiah Berlin) е руски и британски социален и политически теоретик, философ, историк на идеите и есеист от руско-еврейски произход, „считан от мнозина за един от най-важните социални учени на своето поколение“. В България е издаден през 1991 г. като Айзая Бърлин.
Президент на Британската академия (1974-1978). Работата на Бърлин върху въпросите на либералната теория и моралния плурализъм оказва трайно влияние. Преводач на творбите на Иван Тургенев от руски на английски. Носител на Ордена за заслуги на Великобритания, Орден на Британската империя.

## Биография
През 1932 г., на 23-годишна възраст, Исая Бърлин е избран за член на колегиума на Оксфордския колеж „Ол Соулс“. От 1957 до 1967 г. е професор по социална и политическа теория в Оксфордския университет. От 1963 до 1964 г. е президент на Аристотелското общество. През 1966 г. играе решаваща роля в откриването на колежа „Уолфсън“, Оксфорд и е първият му президент. Президент е на Британската академия от 1974 до 1978 г.

## Признание
Посветен е в рицарство през 1957. Награден е с Орден на Британската империя през 1978 г. Също получава и наградата „Йерусалим“ през 1979 г. за литературните си произведения за индивидуалната свобода.
Годишните Лекции на Исая Бърлин се провеждат всяко лято в синагога Хампстийд, в колежа Уолфсън, Оксфорд и в Британската академия.